# روبرت باتون
روبرت باتون هو سياسي كندي، ولد في 10 أكتوبر 1839، وتوفي في 17 يونيو 1917 في كندا. حزبياً، نشط في الحزب الليبرالي في أونتاريو ‏. وقد انتخب عضو برلمان مقاطعة أونتاريو.